# Alopoglossus indigenorum
Alopoglossus indigenorum — вид ящірок родини Alopoglossidae. Ендемік Бразилії. Описаний у 2021 році.

## Поширення і екологія
Alopoglossus indigenorum мешкають в Бразильській Амазонії, в штаті Амазонас. Вони живуть у вологих тропічних лісах.